# Pardosa lowriei
Pardosa lowriei är en spindelart som beskrevs av Torbjörn Kronestedt 1975. Pardosa lowriei ingår i släktet Pardosa och familjen vargspindlar. Inga underarter finns listade i Catalogue of Life.